# District de Hainan
Pour les articles homonymes, voir Hainan (homonymie).
Le district de Hainan (海南区 ; pinyin : Hǎinán Qū) est une subdivision administrative de la région autonome de Mongolie-Intérieure en Chine. C'est l'un des trois districts de la ville-préfecture de Wuhai.